# EUR-Lex
EUR-Lex, tidigare Celex, är en tjänst som tillhandahåller Europeiska unionens rättsliga texter på dess officiella webbplats europa.eu. Genom EUR-Lex erbjuder Publikationsbyrån fri tillgång till unionsrätten. Systemet gör det möjligt att få tillgång till Europeiska unionens officiella tidning, samt unionens fördrag, rättsakter, rättspraxis och utkast till lagstiftningsakter.
EUR-Lex omfattar flera miljoner dokument på unionens samtliga officiella språk. De äldsta dokumenten är från upprättandet av Europeiska kol- och stålgemenskapen under början av 1950-talet.